# 李调元
李调元（1734年12月29日—1803年1月14日），字羹堂，一字赞庵，号雨村、一号墨庄，四川绵州羅江縣（今四川德阳市罗江县）人，清朝学者、文学家，戲曲理論家。

## 生平
自幼讀書，過目不忘。早年師從沈祖惠。乾隆二十八年（1763年）进士，選庶吉士，散館改吏部主事，歷任廣東鄉試副主考、吏部考功司员外郎、提督广东学政，官至直隸通永道。乾隆四十七年（1782年）奉旨護送一部《四庫全書》去盛京（今瀋陽），因途中遇雨，沾濕黃箱而獲罪，谪戍伊犁。行至涿州，以直隸總督袁守侗相救，而獲允捐銀贖免。李鼎元为官清廉，嘉庆七年（1803年）客死扬州，死时一贫如洗，友人合资以葬。吴鼒挽李鼎元联：“百金囊尽扬州死，万里魂归蜀道难。”
李调元聪敏好学，治学广泛。李调元与其父李化楠、堂弟李鼎元、李骥元皆中进士，兄弟同入詞林，有“一门四进士，弟兄三翰林”之譽，兄弟三人合称“绵州三李”。

## 著作
李調元之父李化楠喜歡詩畫並著有《萬善堂稿》、《石亭詩集》、《石亭文集》、《雨村曲话》、《劇話》，而則李调元醉心饮食文化，在父亲所著《醒园录》基础上撰写成《醒园食谱》，全书记载烹调39种、酿造24种、糕点小吃24种、食品加工25种、饮料4种、食品保藏5种等共121种。今四川罗江有李调元纪念馆，电影《天下第一筵》亦提到李及其对川菜的贡献，但错将《醒园录》的作者张冠李戴于李调元。
李调元为北京四川会馆题写的对联：
|  | 此地可停骖剪烛西窗偶话故乡风景剑阁雄峨嵋秀巴江曲锦水清涟不尽名山大川都来眼底 入京思献策扬鞭北道难望先哲典型相如赋太白诗东坡文升庵科第行见佳人才子又到长安 |

## 评价
清人丁绍仪《听秋声馆词话》卷十二《李调元兄弟词》云：“绵州李雨村观察所刊《函海》一书，采升庵著述最多，惜校对未甚精确。其自著《童山诗文集》亦不甚警策，词则更非所长。”